# Flower (album de XIA)
Pour les articles homonymes, voir Flower.
Albums de XIA
Musical December 2013 with Kim Junsu
(2013) Yesterday
(2015)
Singles
1. Flower
Sortie : 3 mars 2015

Flower est le troisième album studio du chanteur sud-coréen Kim Junsu, sorti sous son nom de scène XIA, le 3 mars 2015,. L'album est en collaboration avec différents artistes, tels que Tablo, Dok2 et Naul de Brown Eyed Soul. L'album débute à la première place du Gaon Chart,.

## Liste des pistes
| No  | Titre                                            | Auteur                                              | Producteur(s)                                  | Durée |
| --- | ------------------------------------------------ | --------------------------------------------------- | ---------------------------------------------- | ----- |
| 1.  | Reach                                            | XIA                                                 | Alex von Soos                                  | 4:19  |
| 2.  | 나비 Nabi (Butterfly)                            | JUNO, J.Kimb                                        | 2JAJA, Hoi Jang-nim                            | 4:00  |
| 3.  | 꽃 Kkot (Flower)                                 | XIA, Kim Tae-won, Tablo                             | XIA, Kim Tae-won                               | 3:33  |
| 4.  | 나의 밤 Na-ui bam (My Night)                     | Naul                                                | Naul                                           | 4:39  |
| 5.  | Out of Control                                   | XIA, YDG                                            | Fraktal                                        | 3:28  |
| 6.  | X Song                                           | XIA                                                 | XIA, Kwon Bin-gi                               | 3:00  |
| 7.  | License to Love                                  | XIA, Lisa Desmond, Christian Fast, Henrik Goransson | Lisa Desmond, Christian Fast, Henrik Goransson | 3:34  |
| 8.  | Musical in Life                                  |                                                     | Hoi Jang-nim, Jeong Jae-yeop                   | 3:32  |
| 9.  | Love You More                                    | JUNO, J.Kimb                                        | Ben Earle                                      | 3:17  |
| 10. | F.L.P                                            | XIA, Bruce Vanderveer, Ebony Cunningham             | Bruce Vanderveer, Ebony Cunningham             | 3:39  |
| 11. | Hello Hello                                      | JUNO, J.Kimb                                        | XIA, Park Il                                   | 4:05  |
| 12. | 그 말 참 밉다 Geu mal cham mibda (Hateful Words) | Seong Hyeon, Baek Mu-hyeon                          | Seong Hyeon, Baek Mu-hyeon                     | 4:27  |
| 13. | 사랑숨 Sarangsum (Breath of Love)                | Kim Ji-hyang                                        | Melodesign                                     | 3:49  |